# Copelatus chevrolati
Copelatus chevrolati är en skalbaggsart som beskrevs av Aubé 1838. Copelatus chevrolati ingår i släktet Copelatus och familjen dykare.

## Underarter
Arten delas in i följande underarter:
- C. c. chevrolati
- C. c. renovatus

## Bildgalleri

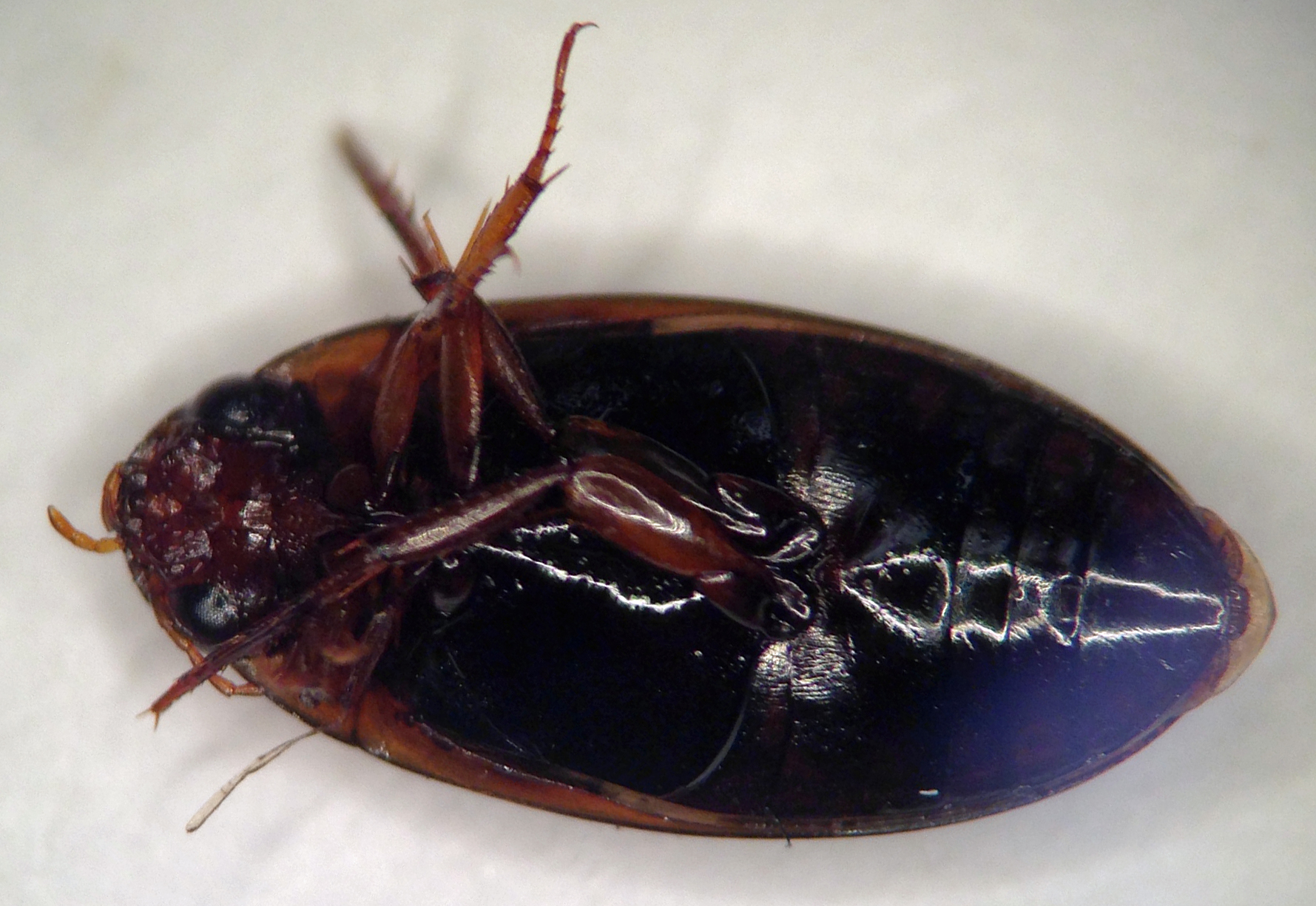